# Сень Карла VII
Сень Карла VII (фр. Dais de Charles VII) — гобелен XV века, обнаруженный в сентябре 2008 года в частной резиденции и приобретённый Лувром в мае 2009 года.

## Покупка
Сень была приобретена Лувром на общую сумму 5,6 миллионов евро благодаря меценатству Общества друзей Лувра, предоставившего половину этой суммы. Это значимый объект для коллекции Лувра, но также и для истории французского искусства в целом, о существовании которого не было известно до сентября 2008 года.
Гобелен находился в частной резиденции, предыдущие владельцы считали его произведением XIX века. Обнаруживший сень антиквар немедленно проинформировал хранителей Лувра, которые помогли идентифицировать единственный сохранившийся до наших дней королевский балдахин, к тому же находящийся в исключительно хорошем состоянии.
С 17 сентября 2010 года сень выставлена в Лувре, в крыле Ришельё, на первом этаже, зал 505.

## Описание
Найденный гобелен является частью сени, то есть навеса, устанавливавшегося на раме в качестве почётного знака над главным алтарем церкви, престолом, местом великого человека и т. д. В случае королевской сени, она устанавливалась над королевским троном.
На ярко-красном фоне изображено большое золотое солнце в окружении множества звёзд, а также два летящих вниз ангела, одежды которых украшены геральдическими лилиями. Ангелы держат украшенную драгоценными камнями корону, увенчанную геральдической лилией: всё указывает на то, что гобелен был соткан для короля Франции. Стилистическое и историческое исследование позволяет сделать вывод, что речь идет о сени Карла VII «Победителя» (1422—1461).
Автор рисунка установлен: скорее всего, это Якоб де Литтемон, великий фламандский мастер XV века, работавший при дворе Карла VII, создавший, в частности, окна Благовещенского собора в Бурже.
Реставрация гобелена была произведена на королевской фабрике гобеленов De Wit в Мехелене, Бельгия.

## Символика
Находящийся на задней стенке сени гобелен изображал двух ангелов, как бы коронующих восседавшего на троне короля, тем самым подчёркивая божественную сущность его власти.